# Michel Cougé
Michel Cougé, né le 11 juin 1954 à Gorron, est un footballeur français. Durant sa carrière, il évolue au poste de milieu de terrain.

## Biographie
Il fait ses débuts dans le football au FC Gorron, et évolue principalement au Stade lavallois avec un bref passage au Stade rennais. Il participe aux Jeux olympiques d'été de 1976 avec comme capitaine Michel Platini.
Sa prometteuse carrière est stoppée par une sérieuse blessure à un genou. Après de multiples opérations chirurgicales, il doit arrêter la pratique du football, et se reconvertit dans l'élevage, plus spécialement celui du cheval. Passionné d'hippisme, driver de 1982 à 2000, il fréquente pendant de longues années les champs de courses et le domaine hippique de Grosbois.
Un vestiaire du stade de Gorron, sa ville natale, porte son nom.

## Statistiques en club
| Saison    | Club            | Championnat | Championnat | Championnat | Coupe nationale | Coupe nationale |
| Saison    | Club            | Div.        | Matchs      | Buts        | M.              | B.              |
| --------- | --------------- | ----------- | ----------- | ----------- | --------------- | --------------- |
| 1972-1973 | Stade lavallois | D2          | 1           | 0           | 0               | 0               |
| 1973-1974 | Stade lavallois | D2          | 16          | 1           | 4               | 0               |
| 1974-1975 | Stade lavallois | D2          | 24          | 3           | 5               | 0               |
| 1975-1976 | Stade rennais   | D2          | 13          | 5           | 5               | 3               |
| 1976-1977 | Stade lavallois | D1          | 19          | 2           | 0               | 0               |
| 1977-1978 | Stade lavallois | D1          | 31          | 2           | 1               | 0               |
| 1978-1979 | Stade lavallois | D1          | 38          | 0           | 1               | 0               |
| 1979-1980 | Stade lavallois | D1          | 19          | 0           | 0               | 0               |